# 府中バスストップ
府中バスストップ（ふちゅうバスストップ）は、東京都府中市是政にある中央自動車道のバス停留所である。バス事業者では「中央道府中」と案内している。
本項では、当バスストップに併設された府中スマートインターチェンジについても併せて説明する。

## 停車する路線
当バス停と、東京都内から中央道相模湖までの各バス停との区間内のみの利用はできない（※との間の相互利用は不可）。
なお、かつて運行されていた八王子発着路線である高松線・金沢線は、途中経由地として新宿や渋谷に停車する関係上、上り車線側バス停から乗車、下り車線側バス停で降車となっていた。
中央高速バス
- 富士五湖線（京王バス・富士急バス・フジエクスプレス） ※一部通過
※中央道深大寺 - 中央道府中 - ※中央道日野 - （中略） - 中央道上野原（以遠とのみ相互利用可能）
- 富士山五合目線（京王バス・富士急バス・フジエクスプレス）
※中央道深大寺 - 中央道府中 - ※中央道日野 - （中略） - 富士急ハイランド（夏季は富士山五合目）（以遠とのみ相互利用可能）
- 甲府線（京王バス・富士急バス・山梨交通） ※特急便は通過
※中央道深大寺 - 中央道府中 - ※中央道日野 - （中略） - 中央道上野原（以遠とのみ相互利用可能）
- 身延線（京王バス・山梨交通）
※中央道深大寺 - 中央道府中 - ※中央道日野 - （中略） - 西八幡 / 大津町（以遠とのみ相互利用可能）
- 中央市・南アルプス市線 （南アルプスエコパークライナー）（山梨交通）
※中央道深大寺 - 中央道府中 - ※中央道日野 - （中略） - 大津町（以遠とのみ相互利用可能）
- 諏訪・岡谷線（京王バス・フジエクスプレス・山梨交通・アルピコ交通・JRバス関東） ※特急便は通過
※中央道深大寺 - 中央道府中 - ※中央道日野 - （中略）- 中央道昭和（以遠とのみ相互利用可能）
- 伊那線（京王バス・フジエクスプレス・山梨交通・伊那バス・信南交通） ※超特急便は通過
※中央道深大寺 - 中央道府中 - ※中央道日野 - （中略） - 中央道川岸（以遠とのみ相互利用可能）
- 飯田線（京王バス・アルピコ交通・伊那バス・信南交通） ※超特急便は通過
※中央道深大寺 - 中央道府中 - ※中央道日野 - （中略） - 中央道川岸（以遠とのみ相互利用可能）
- 塩尻・木曽福島線（京王バス・おんたけ交通）
※中央道深大寺 - 中央道府中 - ※中央道日野 - （中略） - 塩尻駅東入口（以遠とのみ相互利用可能）
- 安曇野・白馬線（京王バス・アルピコ交通） ※一部通過
※中央道深大寺 - 中央道府中 - ※中央道日野 - （中略） - 安曇野スイス村（以遠とのみ相互利用可能）
- 飛騨高山線（京王バス・濃飛乗合自動車）
※中央道深大寺 - 中央道府中 - ※中央道日野 - （中略） - 平湯温泉（以遠とのみ相互利用可能）
- 名古屋線（京王バス・名鉄バス） ※一部通過
※中央道深大寺 - 中央道府中 - ※中央道日野 - （中略） - 馬篭（以遠とのみ相互利用可能）

JRバス
- 中央ライナー可児号（JRバス関東・東濃鉄道） ※一部通過
※中央道深大寺 - 中央道府中 - ※中央道日野 - 中央道昼神温泉（以遠とのみ相互利用可能）

夜行高速バス
- 新宿・八王子 - 大阪線（ツィンクル号・カジュアル・ツィンクル号、西東京バス・近鉄バス）
※中央道深大寺 - 中央道府中 - ※中央道日野 - （中略） - 京都駅八条口（以遠とのみ相互利用可能）
- 池袋・渋谷・新宿 - 大阪線（京王バス・アルピコ交通）
※中央道深大寺 - 中央道府中 - ※中央道日野 - （中略） - 高速長岡京 （以遠とのみ相互利用可能）

## バス停へのアクセス

### 路線バス
- 「中央道府中バス停下」下車
  - 京王バス中央の路線
    - ちゅうバス是政循環 府中駅 →是政二丁目北 → 中央道府中バス停下 → 鶴巻公園（是政駅方面） → 是政駅 → 鶴巻公園（府中駅方面） → 府中駅
ちゅうバス是政循環の運行経路との関係上、「中央道府中バス停下」バス停は中央道と並行する神奈川県道・東京都道9号川崎府中線（バイパス）を挟んで、府中バスストップ乗降場と反対方向のみに停留所が設けられている。このため、府中駅から行く場合は付近の「是政二丁目北」バス停を、府中駅へ行く場合は「鶴巻公園（府中駅方面）」を利用した方が早い。

### 鉄道
- 京王電鉄京王線多磨霊園駅から徒歩約15分
- 西武多摩川線競艇場前駅から徒歩約10分（バス会社のウェブサイトでは6 - 7分とあるが、これは駅陸橋出口からの時間）

## 府中スマートインターチェンジ
府中スマートインターチェンジは中央自動車道府中バスストップに併設されたスマートインターチェンジである。出入口ともに八王子・名古屋方面のみ利用できる。
中央自動車道は、IC間の距離が比較的長く、都内エリアでは既存の調布IC、国立府中ICに交通が集中し、並行する国道20号をはじめとする周辺道路の慢性的な混雑が発生していた。
また、かねてより、近隣の稲城インターチェンジが下り方面に接続されていないため、下り方面の利便性を考慮し、府中バスストップにスマートインターチェンジの設置が強い要望により検討されていた。
こうした地域の利便性向上や既存のICからの交通分散による混雑緩和を目的に府中スマートインターチェンジの設置が計画された。
2009年（平成21年）6月に国土交通大臣から府中スマートインターチェンジの設置が許可され、2012年（平成24年）5月に工事が着工、2015年（平成27年）3月7日午後3時に供用開始した。東京都内では初のスマートインターチェンジである。
中央道下り線に山梨方面への入口を設置し、都道川崎府中線（府中街道）から府中バスストップに接続。中央自動車道上り線に山梨方面からの出口を設置し、府中バスストップから市道を経由して、都道川崎府中線に接続する。
下り入口はETC車のみ、上り出口は現金車も含めて、車長12m以下の全車種が24時間利用可能である。スマートインターチェンジとあるが、中央自動車道の高井戸IC〜八王子IC間は先払いの均一料金区間で、この区間においては出口に料金所が設置されていないため、上り出口はETCを利用していない車も通行可能である。
なお、計画時には、一部の近隣住民から、多摩川競艇場へのアクセス利便性を高めるために設置を進めているのではないかとの懸念とともに、隣接する住宅地の環境への悪影響を危惧して反対運動が起こっていた。

## 周辺
- 東京競馬場（中央道八王子方面へ徒歩約1300m・約18分で東門）
- 多摩川競艇場（バス停南側へ徒歩約450m・約6分）

## 隣接のBS等
E20 中央自動車道
深大寺BS - (3)調布IC - (3-1)稲城IC - (3-2)府中BS/SIC - (4)国立府中IC - 日野BS